# Dageraadslied
Een dageraadslied is een liedgenre uit de middeleeuwen. Het lied begint meestal met het aanbreken van een nieuwe dag. Die komst van de nieuwe dag betekent voor twee geliefden die de nacht samen hebben doorgebracht dat ze moeten scheiden. Als het een nachtwaker is die het koppel wekt, dan noemt men het dageraadslied, ook wel wachterlied.
Het Antwerps Liedboek (1544) bevat verschillende laatmiddeleeuwse dageraadsliederen waarin de geliefden klagen over het aanbreken van de dag. In het lied 'Den dach en wil niet verborghen zijn', zegt de vrouw van het stel:
| ‘Had ick den slotel van den daghe, Ic weerpen in gheender wilder Masen Oft van der Masen tot in den Rijn Al en soude hi nemmeer vonden zijn.’ | ‘Als ik de sleutel van de dag in mijn bezit had, zou ik hem daar in de woeste Maas gooien, of vanaf de Maas helemaal tot in de Rijn en dan zou hij nooit meer gevonden worden.’ |
| --- | --- |

Toch gaan de liederen niet alleen over de klacht over de komst van de dag, maar ook over de binnenkomst van de minnaar, het plezier van de geliefde en de reactie op de wachter.
Een bekend voorbeeld is Het daghet in den oosten, een lied waarbij een jonge vrouw gewekt wordt door een aanbidder die haar vertelt dat haar geliefde dood is. Uiteindelijk kiest zij ervoor om het klooster in te gaan. Hoewel de beginzin typerend is voor een dageraadslied, gaan de gebeurtenissen in het lied hier veel verder dan de conventie.
In de Nederlandse liederenbank zijn in totaal 175 dageraadsliederen opgenomen. Naast de hierboven beschreven wereldlijke dageraadsliederen, zijn er ook geestelijke dageraadsliederen waarin juist de liefde tot Jezus of God centraal staat. Deze geestelijke liederen zijn soms contrafacten van de wereldlijke liederen.